# Воронович, Иосиф Робертович
Иосиф Робертович Воронович (1928—2018) — советский и белорусский нейрохирург и травматолог-ортопед, директор НИИ травматологии и ортопедии БССР и Республики Беларусь (1972—1993), заслуженный деятель науки БССР (1987).

## Биография
Родился 3 декабря 1928 года в местечке Гайна Логойского района Минской области.
С 1953 г. после окончания Минского государственного медицинского института работал в Белорусском НИИ травматологии и ортопедии: научный сотрудник-клиницист (1953—1955), с руководитель оргметодотдела и одновременно врач-лечебник (на общественных началах) (1955—1962), руководитель клинического отдела и отделения травматологии (1962—1971), с 1972 по 1993 г. — директор института и одновременно главный травматолог-ортопед Министерства здравоохранения Белорусской ССР, с 1993 г. главный научный сотрудник БелНИИТО.
В 1960 г. защитил кандидатскую диссертацию на тему «Вопросы морфологии и лечения ложных суставов», в 1968 г. — докторскую диссертацию «Внутрисуставные повреждения коленного сустава». В 1973 г. утверждён в ученом звании профессора.
Монографии:
- «Остеосинтез металлическими спицами». Л. Я. Григорьев, И. Р. Воронович. Минск, 1969.
- «Повреждения коленного сустава». И. Р. Воронович. Минск, 1972.
- «Заживление переломов костей: экспериментальные и клинические исследования». И. Р. Воронович, И. В. Ролевич, А. А. Губко, Н. С. Сердюченко. Минск, 1994.
- «Опухоли позвоночника». И. Р. Воронович, Л. А. Пашкевич. Минск, 2001.
- «Опухоли костей и сочленений таза». И. Р. Воронович, Л. А. Пашкевич. Минск, 2003.
- «Хирургическая коррекция воронкообразной деформации грудной клетки». Г. А. Бродко, И. Р. Воронович. Минск, 2003.
- «Диагностика и технологии сохранных операций при опухолях и опухолеподобных заболеваниях коленного сустава». И. Р. Воронович, Л. А. Пашкевич, Н. О. Голутвина, А. И. Воронович. Минск, 2007.

Заслуженный деятель науки БССР (1987). Награждён орденами «Знак Почёта», Отечества II и III степеней, Почётной грамотой Верховного Совета БССР.
Умер 21 августа 2018 года в Минске.